# Dmitrij Bulykin
Dmitrij Olegovič Bulykin (in russo Дмитрий Олегович Булыкин?; Mosca, 20 novembre 1979) è un ex calciatore russo, di ruolo attaccante.
Dal 23 dicembre 2020 al 30 aprile 2021 è stato membro del Consiglio di Amministrazione della Lokomotiv Mosca.

## Carriera

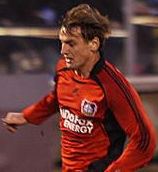
Bulykin ai tempi del

Cresciuto nel Lokomotiv Mosca, nel 2001 dopo 68 presenze e 18 gol passa ai rivali della Dinamo Mosca. Nel 2007 si trasferisce in Germania al Bayer Leverkusen. Dopo una stagione e 19 presenze e soli 5 gol fatti, passa ai belgi dell'Anderlecht. Dopo 10 presenze e 10 gol, nel 2009 passa in prestito ai tedeschi cadetti del Fortuna Dusseldorf e nell'estate del 2010 viene mandato in prestito agli olandesi dell'ADO Den Haag dove segna 21 gol in 30 partite. A fine stagione torna all'Anderlecht ma il 31 agosto all'ultima giornata del calciomercato passa a costo zero ai campioni d'Olanda dell'Ajax firmando un contratto annuale con opzione per il secondo. Debutta in Champions League il 14 settembre in Ajax-Olympique Lione 0-0 subentrando al minuto 81 a Kolbeinn Sigþórsson. Il 18 settembre debutta in campionato e segna il gol del definitivo 2-2 contro il PSV al minuto 69. Tre giorni dopo segna lo 0-2 contro il Noordwijk in Coppa d'Olanda (1-3). Il 6 novembre segna la sua prima doppietta in Utrecht-Ajax 6-4 e il 29 gennaio seguente segna il secondo gol dei lancieri nella sconfitta per 4-2 contro i rivali del Feyenoord.
Il 2 maggio vince la sua prima Eredivisie con l'Ajax. Il 6 maggio, dopo oltre un mese e mezzo di assenza, torna in campo da titolare contro il VVV-Venlo (1-3) all'ultima giornata segnando il primo gol. Conclude la stagione con 19 presenze e 9 gol in totale.

In estate passa a parametro zero al Twente. Segna il suo primo gol in campionato con la nuova maglia il 26 agosto nella vittoria esterna per 3-1 contro il NEC Nijmegen.
Dopo 20 presenze e 5 gol di campionato rimane svincolato.

## Palmarès

### Club
- Coppa di Russia: 2

Lokomotiv Mosca: 1996-1997, 1999-2000
- Campionato olandese: 1

Ajax: 2011-2012